# Übergangszeit (Meteorologie)

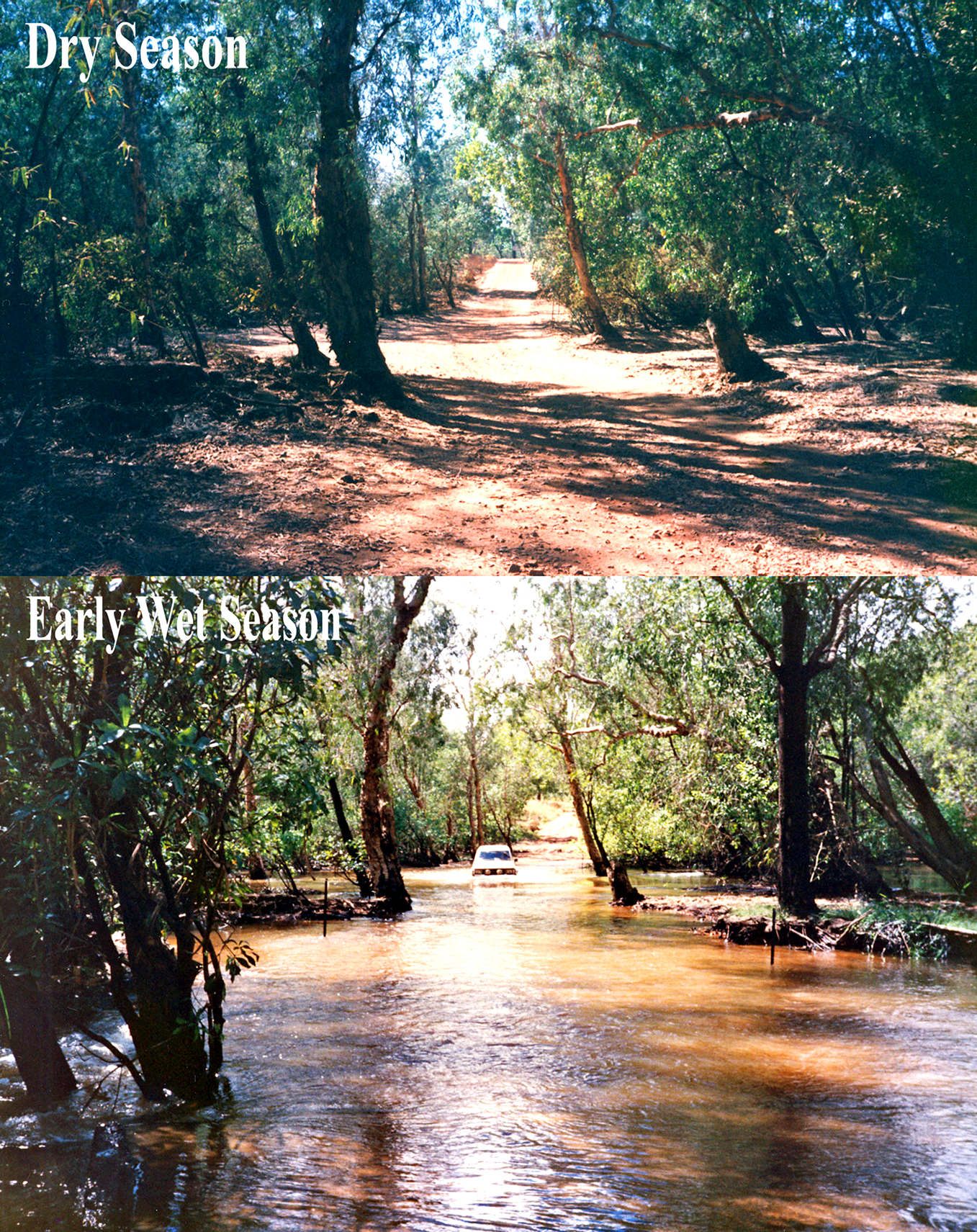
Der australische Finniss River zur Trockenzeit und zur frühen Regenzeit

Übergangszeit (englisch transition period, in Australien englisch build-up) ist in der Meteorologie die Zeitspanne zwischen der Trocken- und Regenzeit und umgekehrt.

## Allgemeines
Ausgeprägte Übergangszeiten gibt es nur innerhalb des Tropengürtels und in den Subtropen bis etwa 30° geographischer Breite, also zwischen den Wendekreisen. Sie trennen die Regen- von der Trockenzeit und sind dort gekennzeichnet durch heftige, nur kurz dauernde Regenfälle, die sich mit intensivem Sonnenschein abwechseln. Es gibt häufige Witterungswechsel oder auch Zeiten mit intensiven Tornado/Zyklon-Aktivitäten. Ursache sind die Passat- oder Monsunwinde.

## Verlauf
Die Übergangszeiten beinhalten Elemente sowohl von Trocken- als auch Regenzeit. Vor der Regenzeit steigt in der Übergangszeit die Luftfeuchtigkeit, die Bewölkung nimmt zu, und es kommt zu häufigeren Regenfällen als in der Trockenzeit. In der Übergangszeit zur Trockenzeit nimmt dagegen die Luftfeuchtigkeit ab, Regenwolken tauchen seltener auf und werden zunehmend durch Schönwetterwolken ersetzt, und es kommt zu häufigeren Trockenphasen. Die Übergangszeit mit wechselnden, schwächeren Winden ist der Anlass zu kräftigeren aufsteigenden, zyklonalen Luftbewegungen. In der Übergangszeit vom Nordostpassat zum Südwestmonsun, also in Zeiten von Kalmen, treten heftige Gewitterstürme auf.

## Nord- oder Südhalbkugel
In welchen Monaten die Übergangszeit stattfindet, hängt von der Lage der Region auf der Nord- oder Südhalbkugel ab. Auf der Nordhalbkugel gibt es den Nordostpassat, auf der Südhalbkugel den Südostpassat. Bei Monsuneinfluss ist beispielsweise im Oman die Regenzeit zwischen Juni und August, die Übergangszeit liegt zwischen September und November, die Trockenzeit dauert von Dezember bis Mai. In Brasilien (Pantanal) findet die Regenzeit zwischen Oktober und März, die Übergangszeit zwischen April und Juli und die Trockenzeit zwischen August und September statt. In Indonesien liegt die Übergangszeit zwischen Oktober und November. Beginn und Ende der Übergangszeiten können von Jahr zu Jahr schwanken. In Nordwestindien ist während der Übergangszeiten das Subtropenhoch wirksam.